# Jack Slipper
Jack Slipper (* 20. April 1924 in Ealing, London; † 24. August 2005), Slipper vom Yard genannt, war ein britischer Kriminalbeamter beim Metropolitan Police Service. Er wurde bekannt durch die Verfolgung der Räuber, die in den Großen Postzugraub verwickelt waren.
Slipper war 1,92 Meter groß und hatte im Krieg bei der Royal Air Force gedient. Er konnte in seiner Karriere viele Erfolge verzeichnen, unter anderem klärte er den Mord an drei Polizisten auf, der in England unter dem Namen Massacre of Braybrook Street (zu Deutsch: Polizistenmord in der Braybrook Street) bekannt wurde. 
2001 wurde bei ihm Krebs diagnostiziert, 2005 starb er.

## Ronald Biggs
Ein Team des Scotland Yard unter der Leitung von Detective Chief Superintendent Jack Slipper fasste einige Zeit nach dem Großen Postzugraub, 1964, dreizehn der Räuber. Die Verbrecher wurden verurteilt und zu 30 Jahren Haft verurteilt, doch zwei von ihnen, Bruce Reynolds und Ronald Biggs, konnten fliehen. Die Polizei spürte Biggs in Rio de Janeiro auf, und Slipper reiste 1974 nach Brasilien, um ihn festzunehmen. Biggs hoffte durch ein Interview mit der Zeitung Daily Mail auf ein Honorar von 35.000 britischen Pfund. Nach drei Tagen besuchte Slipper Biggs im Hotel Trocadero und soll ihn mit den Worten „Hallo Ronnie, lange nicht gesehen“ begrüßt haben.
Die Verhaftung gelang nicht. Slipper hatte sich nicht mit den einheimischen Behörden abgesprochen, und diese verboten ihm, den Vater eines brasilianischen Kindes – die brasilianische Stripperin Raimunda de Castro erwartete tatsächlich ein Kind von Biggs – außer Landes zu bringen. Auf dem Rückflug fotografierte ein Daily-Mail-Fotograf den schlafenden Slipper – und den leeren Sitz neben ihm. Er soll sich später beklagt haben, dass die Medien ihn „wie einen Dorfpolizisten“ dargestellt hätten, „der auf dem Parkett des internationalen Verbrechens ausgerutscht ist.“
Später, 1993, besuchte Slipper Biggs in Rio. 1994 gelang es dem deutschen Journalisten Ulli Kulke, Slipper und Biggs in einem gemeinsamen Telefoninterview zusammenzubringen. Dieses Interview erschien zuerst in der Wochenpost. 2013 wurde es anlässlich des Todes von Biggs in der WELT wieder abgedruckt.
2001, als Biggs aus gesundheitlichen Gründen freiwillig nach England zurückkehrte, plädierte Slipper für eine humane Behandlung.

## Zitate
- „Ein großer Mann wie er hatte in der Unterwelt ein gewisses Gewicht.“ -- Bruce Reynolds, Postzugräuber
- „Obwohl mein Vater und Mr. Slipper auf verschiedenen Seiten des Zauns standen, herrschte zwischen ihnen gegenseitiger Respekt.“ -- Michael Biggs, Sohn von Ronald Biggs und Raimunda de Castro